# Умовивід
Умовивід (міркування) — форма мислення в результаті якого з 1 або кількох суджень виводиться нове судження — висновок.
Термін «умовивід» вживається у подвійному значенні. Під «умовиводом» розуміють і розумовий процес виведення нового знання із суджень, і саме нове судження як наслідок розумової операції.
Умовивід за своєю структурою складніша, ніж поняття і судження, форма мислення. Поняття і судження входять до складу умовиводу як його елементи. Будь-який умовивід складається із засновків та висновку.
Засновки — це судження, із яких виводиться нове знання.
Висновок — судження, виведене із засновків.
Умовивід — це логічний засіб здобування нового знання. У процесі умовиводу здійснюється перехід від відомого до невідомого. Об'єктивною підставою умовиводу є зв'язок і взаємозалежність предметів і явищ дійсності. Якби навколишній світ складався з нагромаджених не пов'язаних між собою випадкових предметів і явищ, то від знання одних предметів не можна було б перейти до знання інших і, отже, умовивід як форма мислення був би неможливим. Але оскільки предмети і явища об'єктивної дійсності взаємопов'язані, підпорядковані певним законом, то існує не тільки можливість, а й необхідність пізнання одних предметів на підставі знання інших. Умовиводом є не будь-яке сполучення, я тільки таке, у якому між судженнями існує логічний зв'язок, котрий відображає взаємозв'язок предметів і явищ самої дійсності. Якщо ж предмети дійсності не пов'язані між собою, то й судження, що відображають ці предмети, логічно будуть не пов'язаними і тому вивести із них якесь нове значення, тобто побудувати умовивід, не можна.
У будь-якому умовиводі слід розрізняти три види знань:
- Вихідне знання, те, з якого виводять нове знання — воно міститься в засновках умовиводу.
- Висновкове знання — міститься у висновку.
- Обґрунтовуюче знання — знання, котре пояснює правомірність висновку із засновків.

Обґрунтовуюче знання міститься в аксіомах і правилах умовиводів, воно не входить до складу умовиводу у вигляді окремого судження, а складає логічну підставу висновків, дає відповідь на запитання про те, чому висновок, здобутий з тих чи інших суджень, є правомірним і необхідним.
Дедуктивним (від латинського слова deductio — виведення) називається умовивід, у якому висновок про окремий предмет класу робиться на підставі класу в цілому. У дедуктивному умовиводі думка рахується від загального до окремого, одиничного, тому дедукцію звичайно визначають як умовивід від загального до часткового.
Щоб дійти дедуктивного висновку, необхідно мати подвійне знання, засновки:
1. засновок, що має загальне положення або правило, під яке підводиться частковий випадок;
2. засновок, у якому ідеться про той окремий предмет або частковий випадок, який підводиться під загальне положення.

Загальні положення звичайно є готовими, заздалегідь відомими. До них належать закони науки, аксіоми, наукові положення принципи й інші судження, в яких міститься знання загального. У юридичній практиці як знання загального виступають норми права(статті кодексів та інших законодавчих актів), положення правових наук, керівні вказівки органів суду, прокуратури та ін.
Дедукція дає висновки достовірні. У цьому одна з її переваг над іншими видами умовиводів. Якщо засновки дедуктивного умовиводу істинні і правильно пов'язані, то висновок буде неодмінно істинним. Проте, якщо один із засновків дедуктивного умовиводу буде не достовірним, а імовірним, то й висновок у такому випадку буде імовірним і не може бути достовірним. Дедуктивні умовиводи з імовірними засновками широко використовуються у судовій практиці під час побудови судових версій, висловлюванні різноманітних пропозицій. Висновок дедуктивного умовиводу має примусовий характер. Це означає, що коли якесь загальне положення визнане істинним і якщо відомо, що частковий випадок підлягає під це загальне положення, то не можна не визнавати наявність загального у цьому частковому випадку.
Розрізняють такі типи дедуктивних умовиводів: категоричний силогізм, умовні силогізми і розподільні силогізми.
Термін «силогізм» походить від грецького слова sullogismos — здобуття висновку чи виведення наслідку.
Категоричним силогізмом називається такий дедуктивний умовивід, у якому обидва засновки є категоричними судженнями.
Розподільно-категоричним силогізмом називається такий умовивід, у котрому більший засновок є судженням розподільним, а менший — категоричним.
Умовно-розподільним силогізмом або лемантичним силогізмом називається силогізм, у котрому більший засновок є судженням умовним, а менший розподільним .
Індукцією називається умовивід, у якому на основі знання частини предметів класу робиться висновок про всі предмети класу, про клас в цілому.
Індукція — це умовивід від часткового до загального. Термін «індукція» походить від латинського слова inductio, що означає «наведення». Повною індукцією називається умовивід, у якому загальний висновок про клас предметів робиться на основі вивчення всіх предметів цього класу. Неповною індукцією називається умовивід, у якому загальний висновок виводиться із засновків, котрі не охоплюють усіх предметів класу.
Безпосередній умовивід — умовивід, до складу якого входить лише один засновок (і, звичайно ж, — висновок).
До безпосередніх часто відносять і деякі інші різновиди умовиводів, зокрема контрапозицію просту (її формулаА-В-ґ-В-Аті умовиводи, в основі яких лежить характер відношень між судженнями за «логічним квадратом» тощо.
Безпосередні умовиводи мають певне пізнавальне значення, а їх осмислення підвищує логічну культуру людини. Назвемо кілька аргументів для підтвердження цієї тези (і водночас спрямованих проти тих, хто скептично ставиться до цієї гранично простої, але «філігранної» форми міркування).
Повною індукцією називається умовивід, у якому загальний висновок про клас предметів робиться на основі вивчення всіх предметів цього класу.
Неповною індукцією називається умовивід, у якому загальний висновок виводиться із засновків, котрі не охоплюють усіх предметів класу.
 Індукція через простий перелік — це такий умовивід, у якому загальний висновок про клас предметів робиться на тій підставі, щоб серед спостережуваних фактів не траплялося жодного, який би суперечив узагальненню.
За ступенем обґрунтованості висновку умовиводи поділяють на: достовірні (необхідні) і ймовірні (правдоподібні). Висновки перших є необхідно істинними (за умови істинності засновків і правильності зв'язку між ними), а висновки других — імовірно істинними, навіть за умови істинності засновків. Залежно від кількості засновків, що входять до складу умовиводів, останні поділяють на безпосередні (до складу яких входить лише один засновок) та опосередковані (які містять у собі два і більше засновків).
Безпосередні умовиводи (йдеться про різні види перебудови судження) дають можливість:
- одержати нову інформацію (вивідне знання) на основі мінімальної кількості вихідних знань — одного простого судження;
- виявити ті знання, які містяться в судженні неявно;
- уточнити співвідношення обсягів суб'єкта і предиката;
- чітко усвідомити, яка інформація є в судженні, а якої немає;
- тонко схопити майже невловимі нюанси думок.